# Catedral basílica de Nuestra Señora del Valle
La Catedral Basílica del Santísimo Sacramento y Santuario de Nuestra Señora del Valle se encuentra en la ciudad de San Fernando del Valle de Catamarca, capital de la provincia de Catamarca, Argentina.
Se ubica en la calle Sarmiento entre República y San Martín, frente a la Plaza 25 de Mayo, en el centro de la ciudad y es sede de la diócesis de Catamarca.
El templo actual es el tercero levantado en ese lugar. La primera se inauguró en 1695; la segunda construida entre 1734 y 1744. Hay quienes afirman que es el quinto templo de la Virgen teniendo en cuenta los dos anteriores de Valle Viejo.

## Patronazgo
Nuestra Señora del Valle es patrona de la provincia de Catamarca, de la diócesis de Añatuya y protectora de la diócesis de La Rioja. Patrona de los algodoneros del Chaco, del Noroeste Argentino. Patrona nacional del turismo y del paracaidismo. Desde 1996 ejerce el Patronazgo del Festival de Cosquín, por decreto N.º 68 del 6 de febrero de ese año, firmado por el entonces intendente de la ciudad, Walter Raúl Costranco. En 2013 fue elegida como patrona de la Feria Internacional de Turismo de Latinoamérica, la más grande del sector en el continente. La decisión la tomó la entonces Asociación Argentina de Agencias de Viajes y Turismo (hoy FAEVyT) en un decreto que firmó su titular, Fabricio Di Giambattista.

## Descripción
De estilo Neo Renacentismo Italiano, la fachada hacia la plaza 25 de Mayo, con sistema de dos torres de 42 metros cada una (torre reloj al norte y torre de campanas al sur), que acompañan el ingreso a la nave principal, a la que antecede un pórtico que hace de atrio, de influencia grecorromana que remata en cornisa horizontal, el frontis triangular hacia el plano de arranque de la nave principal. Con 8 columnas del atrio es interrumpida por un arco central contenido en pilares, dando forma de arco triunfal.
Los elementos decorativos utilizados: capiteles compuestos como remate de columnas y pilares, las torres en tres secciones: la primera en basamento, la segunda que es la base del campanario, el tercer tramo más decorado y con aberturas hacia los cuatro puntos cardinales y remata en cúpulas nervudas. El revestimiento es de mayólicas francesas “Pas de Calais”, los muros de rosa toro, color original de la época de la construcción.
Interior del templo predominan los estilos corintio y toscano, con columnas rectangulares que sostienen los arcos y bóvedas desde el techo. Con una nave principal y dos laterales, con varias capillas cada una con un altar o vitral.
La principal es de cañón corrido. Esta reforzada con arcos fajones en coincidencia con los pilares. Los lunetos abiertos permiten una iluminación natural a la nave.
Las pinturas del techo están realizadas con la técnica denominada marouflage (se pinta sobre un bastidor que más tarde es adosado a la arquitectura.). Pertenecen al artista italiano Nazareno Orlandi, autor también de las obras de la Iglesia del Salvador en Buenos Aires y la Catedral de Córdoba. Se colocaron en la conmemoración de las bodas de oro de la coronación de la imagen (1941). Cada paño representa un prodigio de Nuestra Señora del Valle:
1. Representa la desaparición de la imagen de la casa de Manuel de Salazar, su búsqueda y de cómo Salazar la vuelve a su casa.
2. Incendio del algodón en el domicilio del español y de cómo este la lleva para que apague las llamas
3. Muestra las guerras calchaquíes y cómo la Virgen evita la masacre entre españoles y nativos.
4. Muestra a la Virgen exterminando las plagas de gusanos y langostas.
5. Es el recuerdo del nicho abierto, soltado las cerraduras, en obsequio a una peregrina santiagueña.

En el coro se encuentra el órgano del templo. En 2012 se realizó una puesta en valor ya que tenía algunos inconvenientes en su funcionamiento producto del sismo del 2004. No es el original. El primer órgano se colocó en 1878. Hacia 1908, tal cual reza su placa, fue reformado por el organero Donato Sangaletti siguiendo los datos proporcionados por la firma Giacono Locatelli. De esta marca hay sólo 8 instrumentos más en nuestro país.
Los tubos son de una aleación de estaño y plomo en su mayoría. Hay unos pocos, no a la vista, de madera de pino. Es de 3 manuales (los teclados) con pedalera.

## Descripción de la Capillas internas
Algunas son simples otras tienen retablos. Allí se colocan oleos y en algunos casos poseen imágenes. Todos tiene balaustrada que en ocasiones hacen de comulgatorio.
Lateral izquierdo o sur
- Capilla 1: dedicada a Cristo Rey, con una imagen de bulto. Es una devoción promulgada por el papa Pio XI en 1925. Se lo ve a Jesús en un trono. Antiguamente era el baptisterio.
- Capilla 2: dedicada a la Santa Cruz. Su altar está realizado en mármol. La Cruz posee la caladura donde se coloca una astilla de la Vera Cruz. Debajo en una hornacina vemos a Jesús crucificado, realizado en madera. En la base, tras una urna vidriada, se halla la imagen de Cristo Yacente, construido en madera. Tiene la particularidad, es articulado. A su lado la Virgen en su tránsito al cielo. El texto en latín sobre el mármol dice: “He aquí el leño de la cruz en el cual la salud del mundo pende. Canta lengua gloriosamente al laurear, al certamen sobre la cruz, trofeo de un triunfo noble”. A la derecha, sobre una mesa una réplica de la imagen de la Virgen de Lujan, donada por un Obispo de Lujan de Cuyo.
- Capilla 3: bajo la advocación de las Ánimas. Es un altar de mármol. Con una pintura al óleo de la Virgen del Carmen, patrona de la Buena Muerte, traída desde el Cuzco. Antiguamente allí se celebraban las misas en el día de los difuntos. La pared de la izquierda tiene un cuadro de grandes proporciones donde se representa a San Vicente de Paul, fue donado por la Congregación Vicentina. Enfrentado a este, sobre una peana esta la figura de San José con el niño. Sobre la base vemos dos pequeñas imágenes una de San Expeditoo (izquierda) y la otra de Santa Elena (derecha).
- Capilla 4: dedicada a San José. Es el antiguo retablo del Altar Mayor de la Iglesia Matriz. Supo ser el primer trono de la Sagrada Imagen de la Virgen del Valle. Allí celebró misas Fray Mamerto Esquiú. Está construido en madera y pintado en color dorado de estilo barroco. Es de tres calles e igual cantidad de pisos. En el ático una corona en sobre-relieve sostenida por dos ángeles. La calle central pose la imagen del santo con el niño dentro de una hornacina con arabescos pintados en oro. A ambos lados sobre peanas vemos a San Roque a la derecha y a Santa Rosa de Lima a la izquierda. Ella es la primera santa del continente americano, declarada por el papa Clemente IX en 1668. El banco es sencillo con sobre-relieves también pintados en dorado. Fue construido en Tucumán en 1908 por el ebanista J. Bernacosni. La cúpula del techo rememora la creación de la Catedral Basílica.
- Capilla 5: dedicada a la Pasión. Es un retablo construido en tres tipos de mármoles. Realizado en Rosario por Felipe Cano en 1896. Es de una sola calle. Es un claro exponente del estilo barroco. Con una alta carga de simbología que hacen referencia a la pasión sufrida por Jesús. La esponja, la lanza, el martillo, la corona de espina. El ático tiene la reproducción del rostro del Santo Sudario sobre un fondo de lanzas doradas. El Cristo crucificado se encuentra entre dos columnas de mármol negro. Sobre el fondo se observa a Jerusalén. A la izquierda de esa imagen de bulto vemos una figura de vestir, Nuestra Señora de los Dolores o “La Dolorosa”. Invitamos a tomar detalle de la expresión de su rostro. Del otro lado el apóstol San Juan. También de vestir e interpretamos por su factura que es anterior a la construcción de la Catedral Basílica. El Altar Mayor: Altar también llamado “Ara”, es el más importante de cualquier templo porque desde este lugar se celebra la misa. En 1965 cuando se produce la Reforma del Concilio Vaticano se construye el que hoy vemos. Abriendo el presbiterio a sus lados y quitando las balaustradas que separaban al cura de la feligresía, cuando se oficiaba la misa de espaldas al público. Lo realizó el arquitecto Demarchis con estilo propio. Está flanqueado por ángeles oferentes. Su mesada baja contiene el sagrario en el centro. Ocho columnas lisas de capiteles corintios con dos nichos adicionales con sobre-relieves. El segundo nivel tiene cuatro columnas con las mismas características que las anteriores. Ellas sostienen la urna dorada y vidriada donde se encuentra la imagen de la Virgen del Valle. La misma posee un mecanismo que la hace girar cuando se realizan las misas. El resto del tiempo Nuestra Señora mira para el camarín. La cúpula del ábside representa al Espíritu Santo. Rayos dorados resaltan sobre un celeste similar al cielo catamarqueño.  Cuatro imágenes de bulto están presentes flanquean el altar. En las puertas del presbiterio vemos otras dos imágenes de bulto.

Lateral derecho o norte, de la Catedral
- Capilla 6: dedicada a la Virgen del Rosario, antigua imagen de vestir. Es un altar construido en mármol con la parte superior en mampostería. El ático tiene el escudo rosarino. Por debajo, dentro de una hornacina una antigua imagen de vestir. Allí María coronada está con un manto celeste y un vestido rosa. Sostiene al niño en una mano y al rosario en la otra. Dos columnas de mármol de cada lado la flanquean. Debajo los ángeles sirven de custodia.
- Capilla 7: dedicada al Corazón de Jesús. Es un sobrio altar de mármol, construido por Felipe Cano en Rosario, en 1897. En este altar se guardaban las reservas de las formas consagradas y el trono estaba destinado a la exposición del Santísimo. Hoy el trono expone la imagen en bronce del aposto San Pedro (réplica en menor escala de la imagen que se encuentra en la Basílica de San Pedro en la Ciudad del Vaticano).
- Capilla 8: dedicada a San Fernando, imagen de bulto traída de España, en honor al santo que le dio nombre a la ciudad capital de la provincia. Por fondo vemos una fotografía nocturna de la ciudad. Su fundador, Fernando de Mendoza y Mate de Luna, informó al Rey que dio el nombre de San Fernando a la nueva ciudad, por haber llegado en ese día al Valle de Catamarca, es decir un 30 de mayo. San Fernando fue el rey Fernando III de León y Castilla y es el patrono de España junto al Apóstol Santiago y protector de cautivos, desvalidos y gobernantes.
- Capilla 9: dedicada al Nacimiento. Un imponente marco de mármol blanco encuadra una réplica de la obra de Murillo: “La adoración de los pastores”. Nos representa el Nacimiento de Cristo en un pesebre junto a su Madre con la tradicional ropa roja y manto azul y su padre representado como un anciano, rodeados por unos pastores de todas las edades y sexos. Debajo una urna con el pesebre con imágenes de bulto. Es un altar de mármol construido por Felipe Cano, en Rosario, en 1898.
- Capilla 10: dedicada a Nuestra Señora de Guadalupe. Pio X la proclamó como "Patrona de toda la América Latina", Pio XI de todas las "Américas", Pio XII la llamó "Emperatriz de las Américas" y Juan XXIII "La Misionera Celeste del Nuevo Mundo" y "la Madre de las Américas". La imagen es copia fiel del sagrado ayate de San Juan Diego Cuauhtlatoatzin. El Ayate es una tela usada por los nativos para acarrear cosas. El marco de madera que resguarda la copia, fue tallado por los presos del Servicio Penitenciario de la Provincia. El altar es de mármol, se puede observar en la base un sobre-relieve con los monogramas de la Virgen y de Cristo (IHS). Lo construyó Felipe Cano en 1898, en Rosario.
- Capilla 11: dedicada a San Juan el Bautista, la pila bautismal que allí se encuentra perteneció al antiguo baptisterio. El altar es de mármol blanco. Está construido por Pacheco y Arderiu en 1909. Sus 4 columnas son de mármol rosado y tiene apliquen en mármol verde. En el ático descansa un cordero que simboliza a Cristo.

## El camarín
El 5 de mayo de 1916, al conmemorarse las bodas de plata de la coronación de la imagen de la Virgen del Valle, el obispo monseñor Bernabé Piedrabuena inauguró la obra, construida por el arquitecto Isaac Lecuona.
Tiene tres naves y una bóveda de crucería, cuatro esbeltas y delgadas columnas de marmóreos zócalos de cada lado. Su estilo es neorrománico en los arcos y neogótico en las columnas. 
Se accede, desde el patio lateral izquierdo, por gastadas escaleras de mármol. Una se utiliza para ingresar y la otra para salir. Las paredes laterales exhiben exvotos de oro y plata. Las personas con movilidad reducida disponen de un ascensor en la parte trasera del templo. El mismo fue donado por el gobierno provincial en 1982.
Las ventanas contienen vitrales alemanes de la firma Franz Mayer & Co. En la pared norte se observan representados: el primero es el hallazgo de la imagen, el nativo le enseña la imagen a Salazar. El segundo, Salazar poniendo a la imagen sobre el algodón que se incendiaba. El tercero muestra a la Virgen deteniendo a los ejércitos tanto español como nativo, para que no luchen. El cuarto es el juramento de la Virgen Patrona. Al fondo el acto de coronación de la imagen y a los costados dos cuadros con exvotos. En la pared sur, el primero es la resurrección de la niña Ana de la Vega y el segundo es el milagro de la cadena de oro.

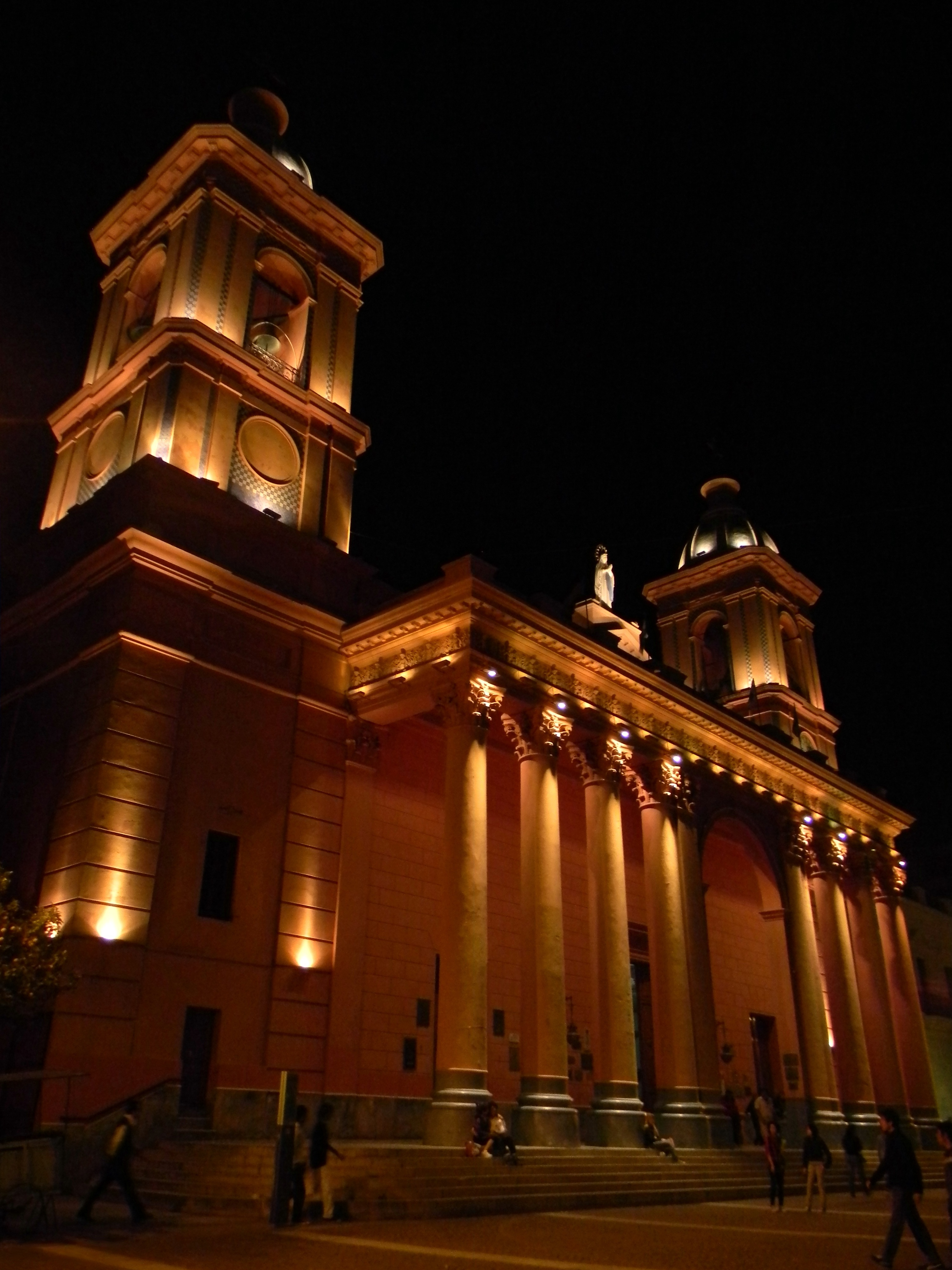
Vista nocturna de la Catedral de Catamarca.

## Historia

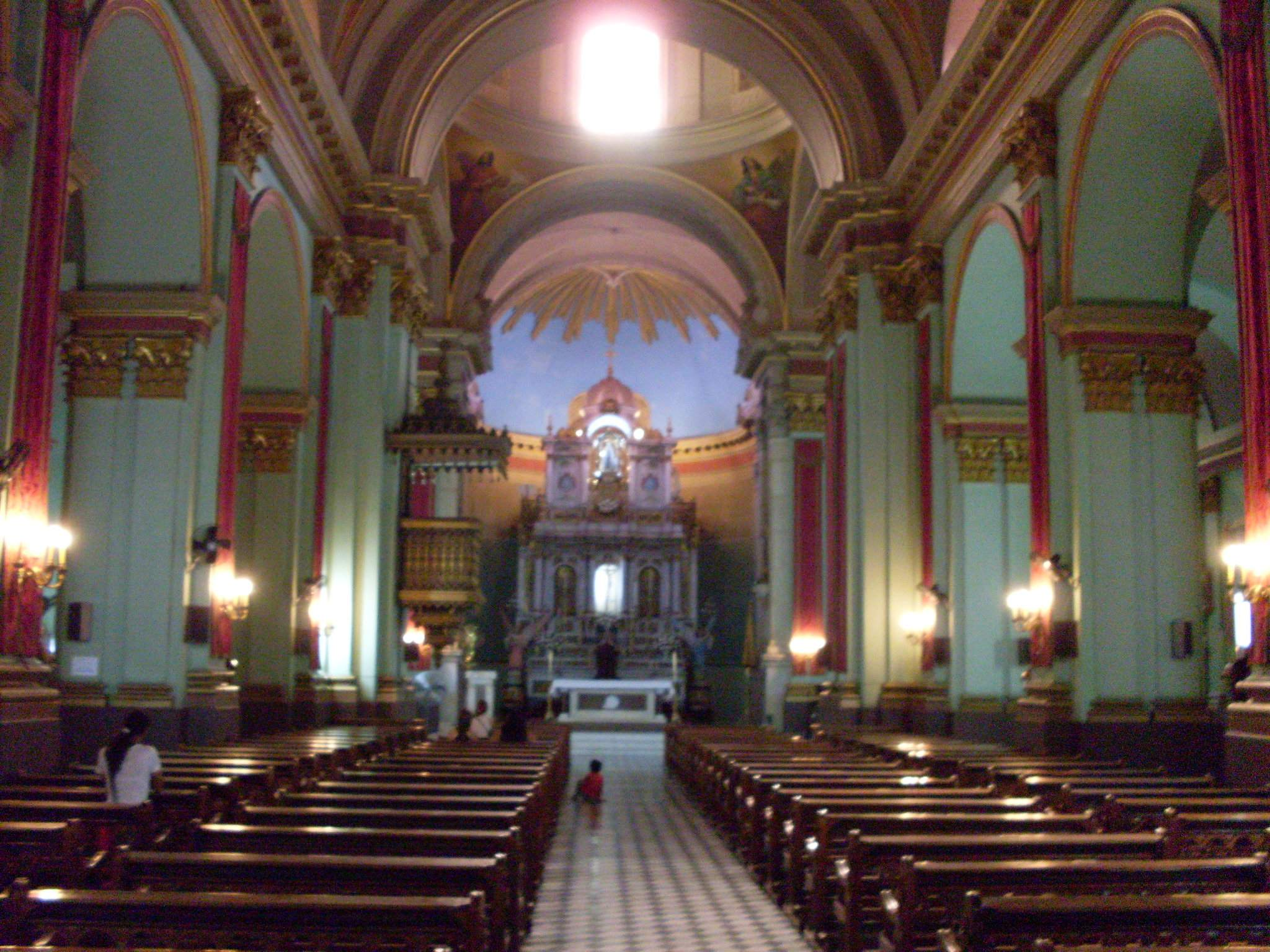
Interior de la Catedral Basílica.

- 16 de abril de 1859, siendo vicario foráneo el presbítero Luis Gabriel Segura, se firma un contrato para edificar la nueva Matriz, con los arquitectos italianos Carlos Tenivella y Natalio Balloca
- Mayo de 1862, fallece el arquitecto Tenivella y, siendo vicario interino fray Wenceslao Achával, se rescinde el primer documento, firmándose un 2.º contrato con Luis Caravati, también constructor italiano.
- 4 de diciembre de 1869, aún sin estar totalmente terminada, la inaugura el vicario José Facundo Segura, librándola a los actos del culto público.
- Se finaliza su construcción en 1875.
- 4 de octubre de 1909, se crea el Obispado de Catamarca, por ley nacional N.º 6771
- 5 de febrero de 1910, Bula de Erección de San Pío X, dada en Roma, la Iglesia Matriz, pasa a Iglesia Catedral.
- 5 de abril de 1941, con motivo de la conmemoración de las bodas de Oro de la Coronación de la Sagrada Imagen del Valle, el papa Pío XII, otorga el título de "Basílica Menor" al Santuario, pedido concedido por cablegrama. Ese mismo año, fue declarada Monumento Histórico Nacional